# Parjure
Le parjure est, au sens large, une violation de serment, face à une autorité publique ou à un supérieur hiérarchique, à un corps ou à une communauté.
Au Moyen Âge, il pouvait valoir jusqu'à la peine de mort ou l'excommunication, puisque le serment était prêté sur un objet sacré (la Bible, la croix, l'autel ou des reliques), et qu'une telle faute était toujours condamnée par les religions, comme manquement au respect dû à la divinité prise à témoin.
De nos jours, le parjure est un délit reconnu en droit anglo-saxon. Il consiste à mentir, ou à produire de faux témoignages par écrit, notamment devant un tribunal, alors qu'on a prêté serment. C'est le sens restreint du terme, retenu par la science criminelle. Le parjure apparaît comme une atteinte au bon fonctionnement de la justice, résultant du fait de l'avoir induite en erreur.

## Droit par pays

### Canada
Dans le Code criminel, la définition de parjure est prévue à l'art. 131 C.cr.. Il s'agit de faire « avec l’intention de tromper, une fausse déclaration après avoir prêté serment ou fait une affirmation solennelle, dans un affidavit, une déclaration solennelle, un témoignage écrit ou verbal devant une personne autorisée par la loi à permettre que cette déclaration soit faite devant elle, en sachant que sa déclaration est fausse ». L'art. 132 C.cr.. prévoit que le parjure est un acte criminel dont la peine maximale est de 14 ans de prison.

### États-Unis
Aux États-Unis, le crime de parjure peut valoir une sentence allant jusqu'à sept ans d'emprisonnement et, lorsque l'on est un élu ou un haut fonctionnaire, entraîner un impeachment, c'est-à-dire une procédure de destitution.
Lorsque le parjure entraîne l'exécution d'un condamné à mort avant que celui-ci ait été reconnu innocent, il peut valoir à son auteur d'être lui-même puni de la peine de mort, dans les États américains qui appliquent la peine capitale, comme la Californie (article 128 du code pénal) ou l'Idaho (article 18-5411 du code pénal),

### France
En France, la notion de « parjure » n'existe plus stricto sensu en droit positif, où elle a été remplacée par celle du « faux serment civil » prêté en justice, et du « faux témoignage » devant des juges.
En France, l'article 434-13 du code pénal dispose que « le témoignage mensonger fait sous serment devant toute juridiction ou devant un officier de police judiciaire agissant en exécution d'une commission rogatoire est puni de cinq ans d'emprisonnement et de 75 000 euros d'amende. »
Cependant, la loi n'utilise pas le mot « parjure ».

### Singapour
Lorsque le parjure entraîne l'exécution d'un condamné à mort avant que celui-ci ait été reconnu innocent, il peut valoir à son auteur d'être lui-même puni de la peine de mort dans des pays[réf. nécessaire].